# Volker Benes
Volker Benes (* 2. Januar 1947) war Fußballspieler und Trainer in der DDR. Er spielte sechsmal in der DDR-Junioren-Nationalmannschaft.

## Sportliche Laufbahn
Benes, der seit 1963 beim SC später FC Karl-Marx-Stadt Fußball spielte, gehörte anfangs zu den hoffnungsvollen Fußballtalenten der DDR. 1965 war er Mitglied der Junioren-Nationalmannschaft, die das in der Bundesrepublik ausgetragene UEFA-Juniorenturnier gewann. Er bestritt das Vorbereitungsspiel am 18. März 1965 (DDR-Österreich 2:0) und alle fünf Turnierspiele. Neben dem Fußballspielen absolvierte er auch eine Lehre zum Maschinenbauer. Mit der Saison 1965/66 wurde der 1,76 m große Abwehrspieler für den Männerbereich spielberechtigt, kam jedoch nur einmal im Oberligateam der Karl-Marx-Städter zum Einsatz. Das gleiche Schicksal erlitt er in der Spielzeit 1966/67, in der der FCK ebenso überraschend wie überlegen DDR-Meister wurde. Im Sommer 1967 wechselte Benes zum Lokalrivalen Wismut Aue, spielte aber auch dort nur in der Hinserie einmal in der Oberligamannschaft. Mehrfach wurde er durch Verletzungen in seiner Entwicklung zurückgeworfen. In der Saison 1969/70 gehörte er zum Aufgebot des Oberliga-Absteigers 1. FC Lokomotive Leipzig. In der zweitklassigen DDR-Liga kam er endlich besser zum Zuge und bestritt 17 Punkt- und 5 Pokalspiele. Am 13. Juni 1970 stand der FC Lok im Endspiel um den DDR-Fußballpokal. Benes wurde beim Stande von 2:3 in der 79. Minute eingewechselt, konnte aber den 4:2-Sieg des FC Vorwärts Berlin nicht mehr verhindern.
Weitere Stationen als Fußballspieler sind nicht übermittelt. Noch Anfang der 1970er Jahre schlug Benes die Trainerlaufbahn ein. Nach einer kurzzeitigen Anstellung als Assistenztrainer beim DDR-Fußballverband übernahm er das Training der 2. Mannschaft des Berliner FC Dynamo, die in der zweitklassigen DDR-Liga spielte. 1974 gingen folgende Meldungen durch die bundesdeutsche Presse:
| „Wie aus westalliierten Kreisen erst jetzt bestätigt wurde, scheiterte vor Pfingsten die Flucht des 30jährigen Ost-Berliner Fußball-Trainers Volker Benes. Er trainierte die in der "DDR"-Liga spielende zweite Mannschaft des BFC Dynamo Berlin. Benes hatte versucht, in einer amerikanischen Soldaten-Uniform den Berliner Ausländerübergang "Checkpoint Charlie" zu passieren. Benes wurde von "DDR"-Grenzsoldaten festgenommen, nachdem einzelne Uniformteile als veraltet erkannt worden waren.“ (Hamburger Abendblatt, 11. Juni 1974) „Susan Bailantine, 22jährige Engländerin, wurde in Ostberlin wegen Beihilfe zum "ungesetzlichen Grenzübertritt" zu fünf Jahren Freiheitsstrafe verurteilt. Sie hatte ihren Ostberliner Freund, den Fußballtrainer Volker Benes, auf den Transitwegen in die Bundesrepublik zu bringen versucht.“ (DIE ZEIT, 27. September 1974) |
Späteren Presseveröffentlichungen ist zu entnehmen, dass Susan Bailantine bereits Ende 1974 nach Großbritannien abgeschoben wurde. Über das Strafmaß von Benes ließen die DDR-Behörden nichts an die Öffentlichkeit dringen. Es ist jedoch anzunehmen, dass er wegen der versuchten Flucht aus der DDR ebenfalls zu einer Freiheitsstrafe verurteilt wurde.
Im Sommer 1977 wurde Benes als neuer Trainer des DDR-Ligisten BSG Chemie PCK Schwedt gemeldet. Ein Jahr später übernahm er für zwei Spielzeiten das Training der BSG Chemie Ilmenau, die er als Neuling in der DDR-Liga übernahm und mit ihr zweimal den Klassenerhalt erreichen konnte. 1980 wechselte Benes in die drittklassige Bezirksliga zu Stahl Finow. Binnen eines Jahres führte er die Mannschaft ebenfalls in die DDR-Liga, musste jedoch postwendend 1982 wieder absteigen. Danach tauchte Benes bei höherklassigen Mannschaften nicht mehr auf.

## Sonstiges
2008 stand Benes anlässlich der Kommunalwahlen als parteiloser Arbeitsloser auf der Kandidatenliste der Linken für das brandenburgische Amt Neustadt/Dosse (Kandidatenliste des Amtes Neustadt/Dosse zur Kommunalwahl am 28. September 2008).